# جاك بيركنز (صحفي)
جاك بيركنز (بالإنجليزية: Jack Perkins) هو مراسل عسكري وصحفي أمريكي، ولد في 28 ديسمبر 1933.

## وصلات خارجية
- جاك بيركنز على موقع IMDb (الإنجليزية)